# Criollo afrosemínola
El afroseminol o criollo afrosemínola es una lengua derivada del idioma inglés hablada por los mascogos o semínolas negros en Nacimiento de los Negros, Coahuila (México) y en Brackettville, Texas (Estados Unidos).

## Nombre
El término afroseminola deriva del prefijo afro, que indica el origen africano; y semínola (en inglés seminole), es una adaptación del español cimarrón «esclavo evadido». Sirve para distinguirlos de los semínola (hablantes de una lengua de la familia muscógana), con los que los afrosemínolas mantuvieron intensas relaciones.

## Clasificación
Según Ethnologue, la clasificación del criollo afrosemínola es el siguiente:
- Inglés criollo
  - Atlántico
    - Oriental
      - Norte
        - Criollo afrosemínola

## Estatus oficial
En México, el criollo afroseminol tiene el estatus de lengua nacional junto con todas las lenguas indígenas y el español gracias a la Ley General de Derechos Lingüísticos de los Pueblos Indígenas promulgada y publicada en 2003.

## Historia
Su origen se remonta desde la colonización española de San Agustín, en el norte de la península de la Florida y a donde huyeron de la dominación inglesa y de la esclavitud, aprovechando el ofrecimiento de los españoles de darles la libertad a los esclavos que huyeran a la Florida y que se convirtieran al catolicismo.
En 1850, los mascogos, huyendo de la política de despojo territorial, de la esclavitud y de la discriminación racial en los Estados Unidos, piden asilo al gobierno mexicano.